# Tratatul lui Lutatius
Tratatul lui Lutatius a marcat încheierea oficială a primului război punic dintre Roma republicană și Cartagina. Numele său provine de la Gaius Lutatius Catulus, consul roman și învingător al bătăliei din dreptul insulelor Aegate, care a negociat încheierea păcii cu unul dintre subordonații generalului cartaginez Hamilcar Barcas, în anul 241 î.Hr.. Potrivit istoricului Polybius, termenii acordului stipulau obligația cartaginezilor de a evacua integral Sicilia, de a nu ataca Siracusa sau pe aliații acesteia, de a elibera toți prizonierii capturați pe parcursul războiului și de a plăti o indemnizație de 2.200 de talanți de argint vreme de 20 de ani. Respinse inițial de poporul de la Roma, aceste stipulații au fost în cele din urmă adoptate, cu unele mici modificări.

## Urmări

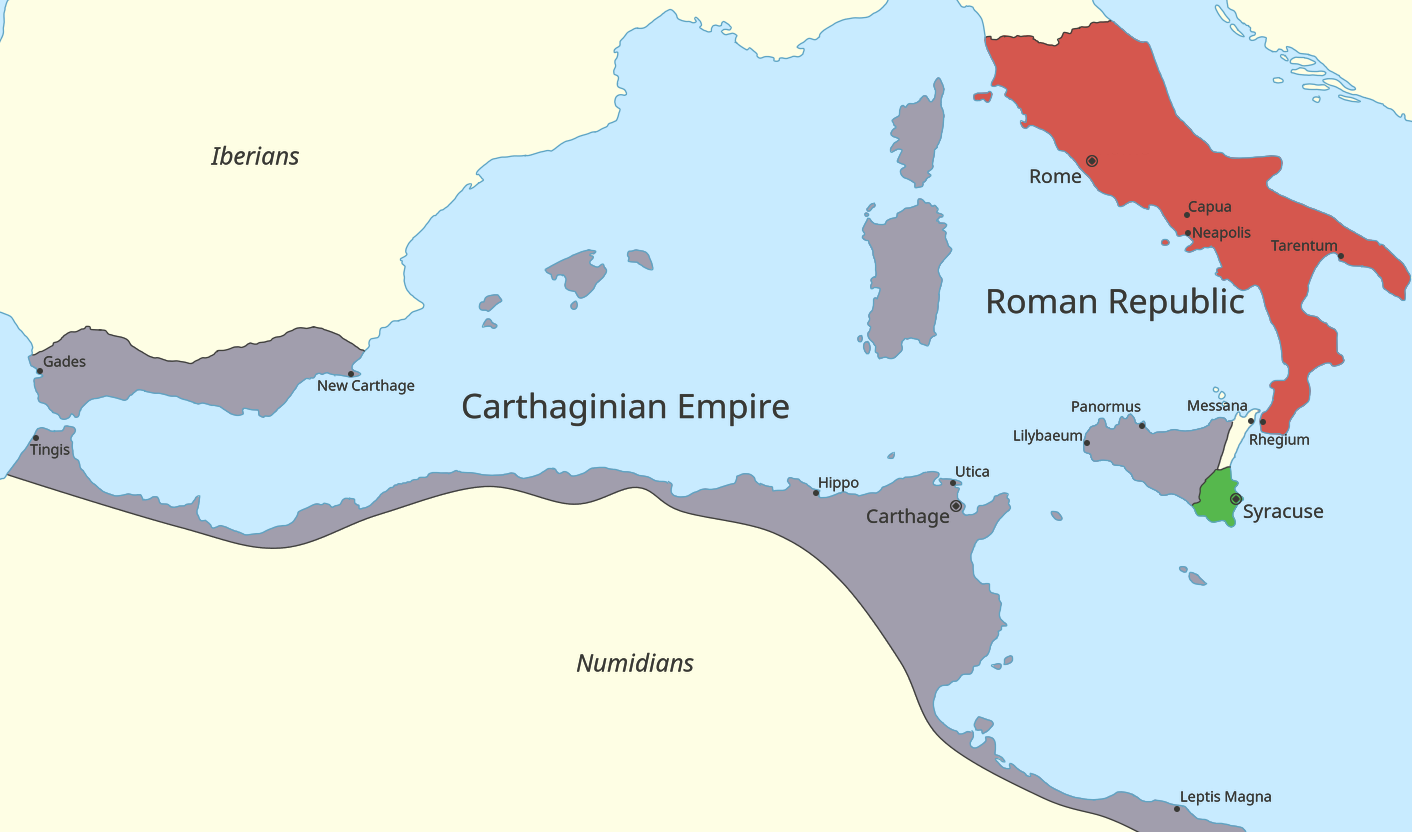
Teritoriu controlat de Roma și Cartagina la începutul primului război punic

Pentru Roma, tratatul a marcat începutul expansiunii sale dincolo de Peninsula Italiană. Sicilia a devenit prima provincie romană ca Sicilia, guvernată de un pretor - cu excepția Siracuzei, care a rămas nominal independentă.  Romanii au necesitat o prezență militară puternică în Sardinia și Corsica cel puțin în următorii șapte ani, întrucât s-au străduit să suprime locuitorii locali. De acum înainte Roma a fost prima putere militară din vestul Mediteranei și din ce în ce mai mult regiunea mediteraneană în ansamblu. Confiscarea Sardiniei și a Corsei de către Roma și despăgubirea suplimentară au alimentat resentimentele din Cartagina, care nu s-au împăcat cu percepția Romei asupra situației sale. Când Cartagina a asediat orașul Sagunt protejat de romani  din estul Iberiei în 218 î.Hr., a declanșat al doilea război punic cu Roma.